# Besenbüren
Besenbüren é uma comuna da Suíça, no Cantão Argóvia, com cerca de 582 habitantes. Estende-se por uma área de 2,38 km², de densidade populacional de 245 hab/km². Confina com as seguintes comunas: Aristau, Boswil, Bünzen, Hermetschwil-Staffeln, Rottenschwil.
A língua oficial nesta comuna é o Alemão.